# 版权审查

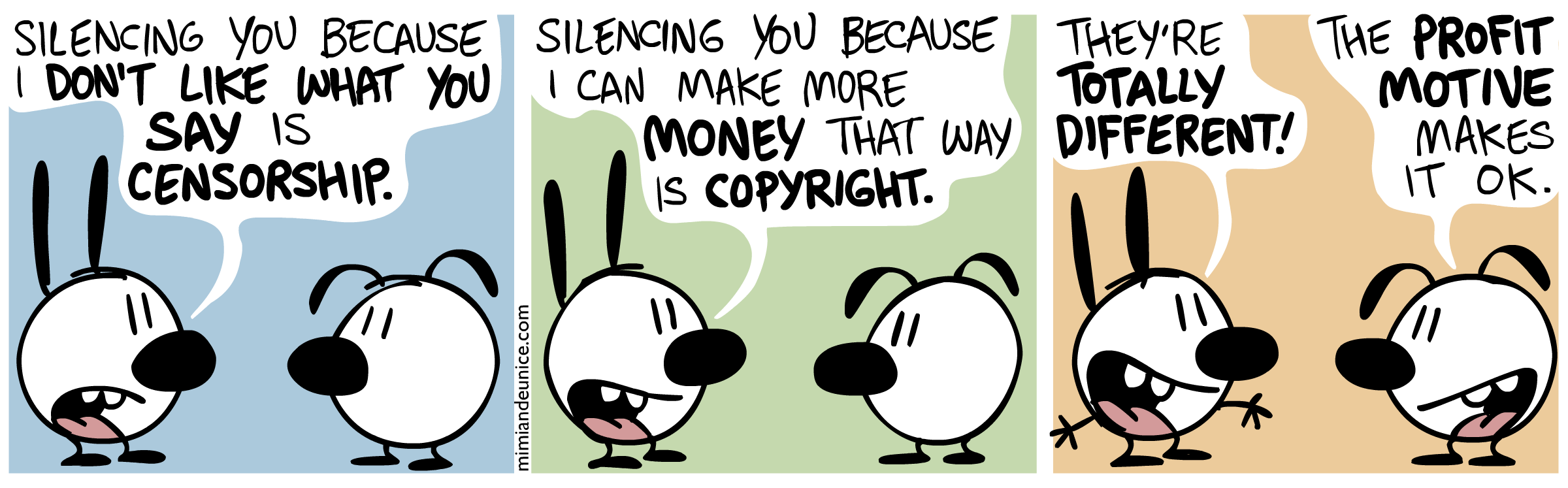
自由文化活动家对版权审查制度持批评态度，正如尼娜·佩利 (Nina Paley) 创作的以“审查制度与版权”为主题的网络漫画《Mimi & Eunice》所见，该漫画批评了版权的营利动机。

版权可用于实施分级制度。版权批评者认为，版权已被滥用来压制言论自由以及批评、商业竞争、学术研究、调查报道（和新闻自由）和艺术表达。
版权最常见的审查形式是版权持有者或服务提供商滥用《数字千年版权法》（DMCA）。DMCA 迫使网络托管商对版权侵权索赔过度敏感，并充当事实上的守门人，侵犯合理使用，并以虚假版权索赔的形式助长滥用。

## 原因

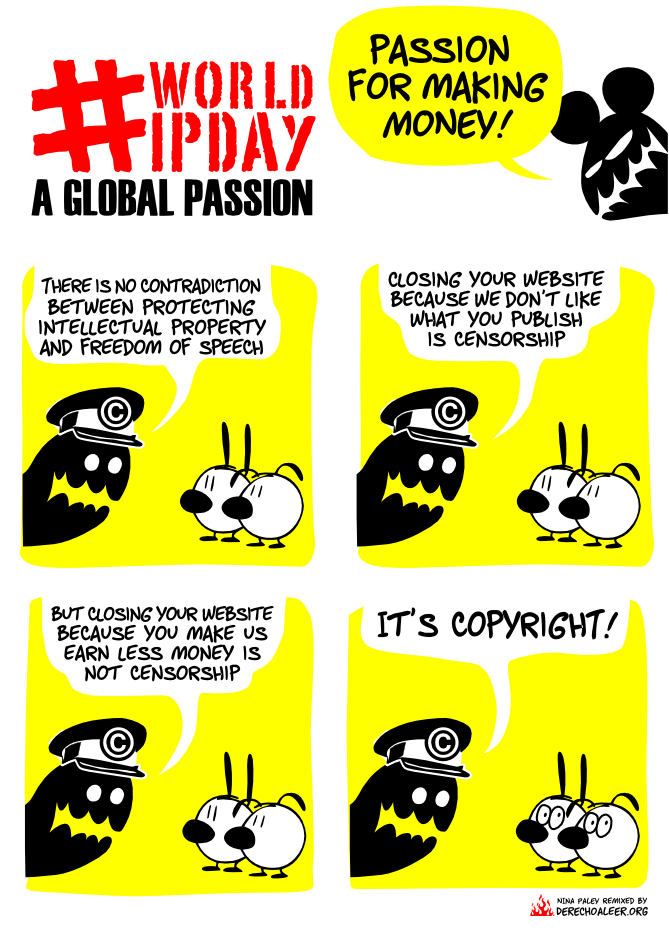
“知识产权谴责”是一幅在世界知识产权日之际讨论审查制度和版权概念的漫画，也是另一部批评版权激进主义相关做法的漫画。

### 强力威慑策略
版权审查制度的使用被描述为一种合法的“强力”策略（游击诉讼），旨在通过教育公众了解版权来阻止未来的版权侵权行为。这种策略不需要审判，因为对经济上脆弱的侵权者提起诉讼的威胁通常就足够了。有时，此类活动被称为针对公众参与的策略性诉讼 (SLAPP)。这也导致了寒蝉效应、自我审查或版权流氓的滥用。

### 审查制度
DMCA 索赔中伪证罪缺乏后果鼓励了审查制度。这导致合法内容被暂时删除，这可能会给合法版权持有人造成经济损失，而他们无法获得补偿。因此，DMCA 使版权所有者能够“审查学术讨论和在线批评”。 企业也用它来审查竞争对手。 它还被用来审查调查报道，压制政治言论。非民主国家的政党也利用该法案，利用国际法从 YouTube 等国际（西方）平台上删除内容。现代版权被描述为“一种抑制言论的诱人武器”。
在美国立法的背景下，版权审查被认为违反了《第一修正案》；这种版权滥用本应受到合理使用的限制，但由于版权诉讼的寒蝉效应以及版权持有者和寻求使用作品许可的人之间的权力悬殊，合理使用被发现难以执行。特别是，与讽刺性使用相关的保护被认为不足。
版权审查也与减少创新、创造力和限制艺术表达有关。一项涉及视觉艺术家和视觉艺术领域专业人士的研究表明，三分之一的人由于担心侵犯版权而避免或停止从事其领域的工作。此外，超过一半接受调查的编辑和出版商由于这些担忧而放弃或缩小了他们的项目范围。2005 年对加拿大纪录片制作人的调查发现，85% 的人表示版权对他们的领域弊大于利，并且威胁到他们制作内容的能力。此类担忧还阻碍了博物馆和图书馆数字化和共享文化和科学材料，包括无法确定在世版权持有人但受法律默认保护的作品（孤儿作品）。

## 促进审查的技术和法律

### 滥用法律
版权审查最常见的形式是滥用《数字千年版权法》（DMCA）。该立法迫使网络托管商对版权侵权索赔过于敏感，侵犯了合理使用权，并以虚假版权索赔的形式助长了滥用行为。
其他因类似问题而受到批评的法律包括欧盟《数字单一市场版权指令》（版权指令）、欧盟《通用数据保护条例》（GDPR）和被遗忘权概念。

### 自动版权执行
在线媒体的日益普及促使内容托管公司开发自动版权执行解决方案，以帮助版权持有人从其服务中删除涉嫌侵权的内容。然而，由于难以定义合法用途（例如引用或合理使用），以及缺乏关于谁是哪些版权作品的合法权利持有人的权威信息，这些解决方案过于保护。它们也是从有罪推定的角度设计的，因为版权持有人提出的任何索赔都会被自动接受，导致涉嫌侵权的材料被删除，并要求被告证明其清白。
此外，提出虚假指控的风险很低：被告必须首先提交反诉以确立其版权所有权，然后采取私人法律行动来证明实际损害。他们必须找到另一方，以便执行司法部门判给的任何经济赔偿。
因此，政府、公司和个人使用为在线视频托管服务（如 Google 的 Content ID）构建和使用的自动版权检测系统来阻止批评性报道。在某些情况下，已知个人会播放受版权保护的音乐来破坏流媒体、录制或其他活动，目的是让其他用户的视频被自动系统删除。
用于内容审核的工具也受到了类似的批评。

## 历史和著名例子
最早使用版权法实施审查的例子是英国政府援引文具商和报业同业公会的垄断权来压制它认为有问题的文本，例如十六和十七世纪的反克伦威尔和反卡罗琳讽刺作品。为了规避文具商对印刷品的垄断，当代活动家使用手写（抄写）出版方法。
有人认为，在数字时代，版权审查正变得越来越普遍。它也被称为民主社会中审查制度的主要要素，否则审查制度的概念就会受到批评。汉尼拔·特拉维斯写道：“版权在很大程度上决定了民主社会中信息的可访问性和成本，它通过起诉侵权行为的威胁赋予权利持有者实质性的审查权力”。现代版权法和为执行该法而开发的相关技术被描述为“被强大的政府和企业官员用作审查独立新闻媒体和阻止调查性报道的武器”。上述法律和技术一般在全球北方发展，也在那里被滥用，但在言论自由的传统和保护较弱的全球南方，滥用更为普遍。
被描述为版权审查的事件包括：
- 1998 年：加拿大国家电影局于 1998 年撤回了加拿大纪录片《小子不会错过》的发行，原因是担心它不会产生足够的收入来支付其档案镜头的续订权，而这是版权法所要求的。柯万·考克斯 (Kirwan Cox) 称这颇具讽刺意味，因为“公众无法观看这部电影，不是因为政治审查 [这部纪录片受到了一些加拿大政客的批评]，而是因为版权审查。”[20]

- 2001 年：2001 年，美国计算机科学家爱德华·费尔滕 (Edward Felten) 受到美国唱片业协会 (RIAA) 的威胁，该协会援引 DMCA 威胁说，如果费尔滕继续进行他计划中的关于绕过保护媒体文件的数字水印的学术会议演讲，他们将起诉费尔滕；费尔滕撤回了他的演讲。[4][28]

- 2007 年：“理性反应小组”的布莱恩·萨皮恩特 (Brian Sapient) 在 YouTube 上发布了一段视频，其中包含 NOVA 节目《通灵者的秘密》中的一段，该节目挑战了魔术师和自称通灵者的尤里·盖勒 (Uri Geller) 的表演技巧。盖勒要求 YouTube 删除该视频，尽管他声称自己只拥有整个十三分钟视频中的三秒钟镜头。尽管如此，YouTube 还是删除了萨皮恩特的视频，并暂停了他的帐户及其所有相关视频。电子前沿基金会 (EFF) 代表萨皮恩特，声称盖勒滥用了《数字千年版权法》(DMCA)，并最终达成和解。[29] [30]2007 年：纽约市活动家萨维特里·杜基 (Savitri Durkee) 创建了 UnionSquarePartnershipSucks.org，该网站模仿了支持联合广场地区大规模重建的组织联合广场伙伴关系 (USP) 的官方网站。作为回应，USP 根据《数字千年版权法》(DMCA) 向杜基的互联网服务提供商发送了一份通知，不恰当地声称她的模仿网站侵犯了 USP 的版权，导致该网站被关闭。 USP 还对 Durkee 提起了版权诉讼，后来又向世界知识产权组织 (WIPO) 提出索赔，寻求控制该恶搞网站的域名。电子前沿基金会 (EFF) 代表 Durkee 对 USP 的投诉作出回应，指出 Durkee 的恶搞受到第一修正案和合理使用原则的保护。该网站和域名最终得以恢复。[31]

- 2007 年：加尔各答杜尔加普迦节期间，J.K. 罗琳的《哈利波特》系列中魔法与巫术学校的重建被毁；节日组织者被该书系列的出版商企鹅图书起诉。加尔各答高等法院下令节日结束后拆除该建筑。[32][8]

- 2007 年：作为提高人们对牛仔竞技会上对待动物的认识的活动的一部分，非营利组织“向动物展示尊重和善意”(SHARK) 在 YouTube 上发布了一系列牛仔竞技会活动的视频。作为回应，职业牛仔竞技协会 (PRCA) 根据《数字千年版权法》(DMCA) 要求删除 13 个视频，声称这些视频侵犯了他们的版权——尽管 PRCA 对现场牛仔竞技活动没有版权主张。最初，SHARK 的整个 YouTube 帐户都被禁用，但在 SHARK 在电子前沿基金会的支持下提起诉讼并最终从 PRCA 获得和解后，该帐户得以恢复。[33]

- 2008 年：在 2008 年美国总统选举季期间，麦凯恩竞选团队发布了一段讽刺视频，其中包括 CBS 新闻主播凯蒂·库里克 (Katie Couric) 评论竞选活动中性别歧视的片段。CBS 新闻发布了 DMCA 删除通知，并将该视频从 YouTube 上删除。[34]

- 2009 年：2009 年 9 月，“Photoshop Disasters”——一个报道严重照片编辑失误的博客——发布了一张 Polo Ralph Lauren 广告的照片，照片中模特的身体比她的头小得多。互联网文化博客 Boing Boing 注意到了这一怪异之处，并转发了这张照片，并附上了一些额外的评论。该公司向 Boing Boing 的网络主机以及 Photoshop Disaster 的 ISP 发送了 DMCA 威胁，要求删除该图片。Photoshop Disaster 的 ISP 显然删除了该图片，但 Boing Boing 的网络主机将威胁转发给了 Boing Boing 员工，后者在回复中主张其合理使用权。[35]

- 2010 年：《圣保罗页报》利用版权问题，在 2010 年巴西选举纠纷背景下创作的一篇名为《圣保罗页报》的戏仿作品被巴西互联网连同其域名一起禁止。这篇戏仿作品旨在探讨该报是否尽管宣称自己立场公正，却实际上利用这种表象来为自己的政治和商业利益服务。负责创作这篇戏仿作品的 Lino Bocchini 和他的兄弟被起诉，这场纠纷在巴西司法界持续了数年。在本案中，利用版权问题作为审查手段是显而易见的，因为有几份出版物使用了与圣保罗报纸类似的字体，但从未在法庭上得到通知，而这篇戏仿作品却没有。[36]

- 2010-2011 年：《反假冒贸易协定》（ACTA）和《禁止网络盗版法案》（SOPA）等立法引发了活动人士的大规模抗议，这些立法在版权审查的背景下被讨论。[8]

- 2011 年和 2015 年：环球音乐集团 (UMG) 针对一个包含当时的候选人巴拉克·奥巴马演讲的 YouTube 频道提交了 Content ID 声明和 DMCA 删除通知，以此压制政治言论并忽视合理使用。奥巴马的竞选团队经常使用史提夫·汪达的《Signed, Sealed, Delivered I'm Yours》，YouTube 视频中包含 UMG 拥有版权的 34 秒歌曲片段。这些视频已从 YouTube 上删除。[37]

- 2012 年：巴西著名喜剧演员兼主持人达尼洛·金蒂利 (Danilo Gentili) 也利用版权审查制度，禁止 La Sombra Ribeiro 在 YouTube 上发布一部有关幽默界限的纪录片。这一问题是一系列斗争发展的一部分，这些斗争涉及 Twitter 上的讨论以及双方的法律行动。

- 2013 年：2013 年，记者奥利弗·霍瑟姆 (Oliver Hotham) 在他的博客上发表了对 Straight Pride UK 的采访，该组织表示支持俄罗斯反 LGBT 法律。此后不久，Straight Pride UK 试图将采访从霍瑟姆的托管平台 WordPress.com 上删除，声称他们拥有他们回复的版权，并且不同意出版。在博客托管平台的支持下，霍瑟姆在法庭上成功地挑战了 Straight Pride UK；然而，他无法收回判给他的经济赔偿，因为另一方已经失踪。[10][38]

- 2014 年：EFF 声称一家西班牙公司滥用 DMCA 来压制对厄瓜多尔政府的批评。[39]

- 2014 年：2014 年 2 月，参与艾滋病否认主义电影《数字屋：流行病的剖析》的几名人士向 YouTube 科学博主 Myles Power 提交了 DMCA 通知，后者制作了一系列视频来揭穿电影中的指控。Power 辩称，这部电影作为批评和教育是合理的。[40]几位评论员将这些通知描述为企图审查。[41][42] 几天后，视频被恢复。[43]

- 2020 年：土耳其埃尔多安政府一直在利用国有电视台 TRT 的大版权所有者地位，这使其能够访问 YouTube 的 ContentID 过滤系统，以压制对政府向 Content ID 系统发出虚假版权声明的批评报道。[13]

- 2021 年：美国警察播放受版权保护的音乐，以阻止活动人士录制和直播他们的行动，意图触发在线视频托管服务的自动版权检测系统自动删除录制内容。[11][24][26]

- 2024 年：墨西哥媒体公司 Badabun 注册并成功以版权原因从多个互联网页面删除一段视频。该视频显示 2024 年墨西哥总统大选候选人豪尔赫·马伊内斯和新莱昂州州长塞缪尔·加西亚在一场足球比赛中喝酒，并侮辱国家选举机构和反对派政客。[44]